# Generatív MI
A generatív mesterséges intelligencia (más néven: generatív AI, GenAI, vagy GAI) a mesterséges intelligencia egy olyan alcsoportja, amely generatív modelleket használ szövegek, képek, videók vagy más adatformák előállítására. Ezek a modellek megtanulják a képzési adatok mögöttes mintáit és struktúráit, és ezeket használják fel új adatok előállítására a bemenet alapján, amely gyakran természetes nyelvi kérések formájában érkezik.
A transzformátor-alapú mély neurális hálózatok, különösen a nagy nyelvi modellek (LLM) fejlesztése lehetővé tette a generatív mesterséges intelligencia rendszerek mesterséges intelligencia boomját a 2020-as évek elején. Ezek közé tartoznak az olyan chatbotok, mint a DeepSeek, ChatGPT, Copilot, Gemini és LLaMA; a szövegből képet generáló mesterséges intelligencia képgeneráló rendszerek, mint a Stable Diffusion, Midjourney és DALL-E; és a szövegből videót generáló mesterséges intelligencia generátorok, mint a Sora.  Olyan vállalatok, mint az OpenAI, Anthropic, Microsoft, Google és Baidu, valamint számos kisebb cég fejlesztett generatív AI modelleket.
A generatív mesterséges intelligenciát számos iparágban alkalmazzák, többek között a szoftverfejlesztésben, az egészségügyben, a pénzügyekben, a szórakoztatásban, az ügyfélszolgálatban, az értékesítésben és a marketingben, a művészetben, az írásban, a divatban és a terméktervezésben. Ugyanakkor aggályok merültek fel a generatív mesterséges intelligencia lehetséges visszaéléseivel kapcsolatban, mint például a kiberbűnözés, az álhírek vagy a deepfakes használata az emberek megtévesztésére vagy manipulálására, valamint az emberi munkahelyek tömeges helyettesítése. Szellemi tulajdonjogi aggályok is felmerülnek az olyan generatív modellekkel kapcsolatban, amelyeket szerzői jogvédelem alatt álló műalkotásokon képeznek ki és utánoznak.

## Története

### Korai történelem
A terület kutatói a kezdetektől fogva filozófiai és etikai érveket vetettek fel az emberi elme természetével és az emberhez hasonló intelligenciával rendelkező mesterséges lények létrehozásának következményeivel kapcsolatban; ezeket a kérdéseket már az ókor óta a mítoszok, a fikció és a filozófia vizsgálta. Az automatizált művészet fogalma legalább az ókori görög civilizáció automatáihoz nyúlik vissza, ahol olyan feltalálókról, mint Daidalosz és Hérón, azt írták, hogy olyan gépeket terveztek, amelyek képesek voltak szöveget írni, hangokat generálni és zenét játszani. A kreatív automaták hagyománya a történelem során virágzott, példaként említve Maillardet 1800-as évek elején létrehozott automatáját. A Markov-láncokat régóta használják természetes nyelvek modellezésére, amióta Andrej Markov orosz matematikus a 20. század elején kifejlesztette őket. Markov 1906-ban publikálta első tanulmányát a témában, és Markov-láncok segítségével elemezte a magán- és mássalhangzók mintázatát az Eugenij Onegin című regényben. Ha egy Markov-láncot megtanultunk egy szövegkorpuszon, akkor az valószínűségi szöveggenerátorként használható.

### Akadémiai mesterséges intelligencia
A mesterséges intelligencia akadémiai tudományágát a Dartmouth College-ban 1956-ban tartott kutatóműhelyen alapították meg, és az azóta eltelt évtizedekben több hullámban is fejlődött és optimista lett. A mesterséges intelligencia kutatása az 1950-es években kezdődött olyan munkákkal, mint a Computing Machinery and Intelligence (1950) és az 1956-os Dartmouth Summer Research Project on AI. Az 1950-es évek óta művészek és kutatók művészi alkotások létrehozásához használták a mesterséges intelligenciát. Az 1970-es évek elejére Harold Cohen generatív mesterséges intelligencia műveket készített és állított ki, amelyeket az AARON, a Cohen által festmények generálására létrehozott számítógépes programmal készített..
A generatív MI tervezés vagy generatív tervezés kifejezéseket az 1980-as és 1990-es években használták a mesterséges intelligencia tervezőrendszerekre, különösen a számítógépes folyamattervezésre, amelyeket egy meghatározott cél eléréséhez szükséges cselekvéssorozatok generálására használtak. A generatív MI tervezőrendszerek olyan szimbolikus MI módszereket használtak, mint az állapottér-keresés és a korlátok kielégítése, és az 1990-es évek elejére „viszonylag érett” technológiának számítottak. Ezeket katonai célú válsághelyzeti akciótervek, gyártási folyamattervek és döntési tervek, például autonóm űrhajók prototípusai generálására használták.

### Generatív neurális hálók (2014-2019)

Fent: Egy képosztályozó, egy példa egy diszkriminatív céllal képzett neurális hálózatra. Alul: Egy szöveg-kép modell, egy példa egy generatív céllal képzett hálózatra.

A gépi tanulás területe a kezdetektől fogva mind diszkriminatív, mind generatív modelleket használt az adatok modellezésére és előrejelzésére. A 2000-es évek végétől kezdve a mélytanulás megjelenése hajtotta a fejlődést és a kutatást a képosztályozás, a beszédfelismerés, a természetes nyelvi feldolgozás és más feladatok terén. A neurális hálózatokat ebben a korszakban jellemzően diszkriminatív modellként képezték, a generatív modellezés nehézségei miatt.
2014-ben az olyan fejlesztések, mint a variációs autoencoder és a generatív adverzális hálózat létrehozták az első olyan gyakorlati mély neurális hálózatokat, amelyek képesek generatív modelleket tanulni, szemben a diszkriminatív modellekkel, olyan összetett adatokra, mint a képek. Ezek a mély generatív modellek voltak az elsők, amelyek nemcsak a képek osztálycímkéit, hanem teljes képeket is ki tudtak adni.
2017-ben a Transformer hálózat lehetővé tette a generatív modellek továbbfejlesztését a régebbi Long-Short Term Memory modellekhez képest, ami 2018-ban a GPT-1 néven ismert első generatív, előre betanított transzformátorhoz (GPT) vezetett. 2019-ben ezt követte a GPT-2, amely alapmodellként bizonyította, hogy képes felügyelet nélkül általánosítani számos különböző feladatra.
Az ebben az időszakban bevezetett új generatív modellek lehetővé tették, hogy a nagy neurális hálózatokat felügyelet nélküli tanulással vagy félig felügyelt tanulással képezzék, a diszkriminatív modellekre jellemző felügyelt tanulás helyett. A felügyelet nélküli tanulással megszűnt az embereknek az adatok kézi címkézése, így nagyobb hálózatok képzése vált lehetővé.